# Vladimir Dimitrovski
Vladimir Dimitrovski (Skopje, Macedonia del Norte, 30 de noviembre de 1988), futbolista macedonio. Juega de defensa y su actual equipo es el Doxa Dramas de la Gamma Ethniki de Grecia.

## Selección nacional
Ha sido internacional con la Selección de fútbol de Macedonia del Norte Sub-21.

## Clubes
| Club               | País            | Año           |
| ------------------ | --------------- | ------------- |
| F. K. Vardar       | Macedonia       | 2005-2006     |
| KVC Westerlo       | Bélgica         | 2006-2007     |
| FK Cementarnica 55 | Macedonia       | 2008          |
| NK Croatia Sesvete | Croacia         | 2009          |
| FK Metalurg Skopje | Macedonia       | 2009-2010     |
| FK Mladá Boleslav  | República Checa | 2010-2012     |
| FK Rabotnički      | Macedonia       | 2012-2013     |
| FK Vardar          | Macedonia       | 2013 - 2014   |
| AO Kerkyra         | Grecia          | 2014 - 2015   |
| FK Qarabağ         | Azerbaiyán      | 2015-2016     |
| F. K. Teplice      | República Checa | 2016          |
| AO Kerkyra         | Grecia          | 2017          |
| Doxa Dramas        | Grecia          | 2017-presente |